# 影本浩
影本 浩（かげもと ひろし）は、東京大学名誉教授。海洋工学、環境学研究者。工学博士（東京大学）。
専門は、波浪中の船舶や海洋構造物の運動、人工魚の設計、河川水の浄化、水を利用した焼却炉排出ガスの浄化、エアロゾルの大気中の動態、洋上風力発電システム開発など。

## 来歴・人物
広島市に生まれる。修道高等学校を経て、1976年東京大学工学部船舶工学科卒業。1978年東京大学工学系研究科船舶工学専攻修士課程修了（工学修士）。その後、運輸省船舶技術研究所研究官、マサチューセッツ工科大学客員研究員、科学技術庁研究開発局専門職を経て、1989年東京大学大学院工学系研究科船舶海洋工学専攻助手、1992年同助教授、1996年マサチューセッツ工科大学客員助教授、1999年東京大学大学院新領域創成科学研究科環境学研究系教授に就任。2014年任期満了により退職し、東京大学大学院特任教授となる。2016年東京大学名誉教授。

## 著書
- 『超大型浮体式構造物』（共著）（成山堂、1995年）
- 『実践 浮体の流体力学 後編ー実験と解析』（共著）（成山堂書店、2003年)
- 『環境システム学の創る世界 シリーズ＜環境の世界＞』（共著）（朝倉書店、2011年)